# 扁担沟镇
扁担沟镇，是中华人民共和国宁夏回族自治区吴忠市利通区下辖的一个乡镇级行政单位。

## 行政区划
扁担沟镇下辖以下地区：
扁担沟村、烽火墩村、高糜子村、双吉沟村、渠口村、黄沙窝村、海子井村、西沟沿村、南梁村、五里坡村和良繁场。